# Sepsis niveipennis
Sepsis niveipennis is een vliegensoort uit de familie van de wappervliegen (Sepsidae). De wetenschappelijke naam van de soort is voor het eerst geldig gepubliceerd in 1903 door Becker.